# Wouter IV van Brienne
Wouter IV van Brienne (circa 1205 - Caïro, 1246) was van 1205 tot aan zijn dood graaf van Brienne en van 1235 tot aan zijn dood graaf van Jaffa. Hij behoorde tot het huis Brienne.

## Levensloop
Wouter IV was de zoon van graaf Wouter III van Brienne uit diens huwelijk met Maria Elvira van Lecce, dochter van koning Tancred van Sicilië. Ten tijde van zijn geboorte stierf zijn vader in gevangenschap, nadat hij de strijd met het huis Hohenstaufen om het koninkrijk Sicilië had verloren. Omdat het vorstendom Tarente en het graafschap Lecce in beslag waren genomen, erfde Wouter IV enkel het Franse graafschap Brienne.
Als jongeman werd hij naar het Midden-Oosten gestuurd, waar zijn oom Jan van Brienne regent van het koninkrijk Jeruzalem was. Hij ondersteunde de baronnen onder leiding van Johannes van Ibelin in de strijd tegen de keizerlijke stadhouder Richard Filangieri. Rond 1235 huwde hij met Maria van Cyprus, dochter van koning Hugo I van Cyprus en Alice van Jeruzalem, die als bruidsschat het graafschap Jaffa in het huwelijk bracht. Ze kregen twee zonen: Jan I (1235-1261) en Hugo (1240-1296), die later ook graven van Brienne werden.
In 1239-1240 sloot Wouter zich aan bij de Baronnenkruistocht, waarbij Asjkelon heroverd en verstevigd werd. Asjkelon behoorde tot het graafschap Jaffa, totdat het in 1187 werd veroverd door Saladin. Wouter kreeg het gebied echter niet terug, aangezien keizer Frederik II de burcht in 1243 verkocht aan de Orde van Malta.
In 1244 voerde hij het Jeruzalemse leger aan in de Slag bij La Forbie tegen het leger van de Egyptische sultan as-Salih. Zijn Syrische bondgenoot al-Mansur van Homs raadde hem aan om eerst de legerkampen te beveiligen en mogelijke terugtocht van de Chorasmiden af te wachten, maar Wouter besloot toch over te gaan tot de aanval. Het christelijk-Syrische leger werd vernietigend verslagen en Wouter werd gevangengenomen door de Chorasmiden, door wie hij ook gefolterd werd. Nadat Chorasmiden in 1246 nabij Homs verslagen werden, werd Wouter IV uitgeleverd aan de Egyptenaren. Hij werd in Caïro opgesloten in een kerker en uiteindelijk vermoord door kooplui wier karavanen hij beroofd had, met de toestemming van de sultan.
Rond 1250 overhandigden de Mammelukken zijn stoffelijk overschot aan de Fransen, als diplomatieke tegemoetkoming aan koning Lodewijk IX van Frankrijk. Hij werd bijgezet in de kerk van de Hospitaalridders in Akko.